# Спасская башня (Казанский кремль)
Спасская башня (тат. Спас манарасы) — главная проездная башня Казанского кремля и памятник архитектуры XVI века. Находится в южной стене кремля и выходит на площадь 1 Мая. С 1 сентября 2023 года в башне открыт музей, посвящённый фортификации крепости и самой Спасской башни на разных исторических этапах.

## История
Четырёхъярусная Спасская башня с надвратной церковью Спаса Нерукотворного — главный въезд в Казанский кремль — расположена в южном прясле крепостной стены. Возведена в XVI веке псковскими зодчими Иваном Ширяем и Постником Яковлевым по прозванию «Барма». Башня неоднократно перестраивалась, во все века ей как главной кремлёвской башне уделяли особое внимание.
Башня получила своё название от иконы Спаса Нерукотворного, которая находилась над её вратами. В Казанских писцовых книгах 1566—1568 гг. об основании Кремлёвской церкви, Спасская церковь именовалась «Спас Нерукотворенный, иже на вратех». Икона Спаса представляет собой точную копию со знамени Ивана Грозного (в настоящее время знамя в Оружейной палате), водружённого в ходе сражения за город на месте будущей башни.

### XVI век
Как повествует автор «Казанской истории», 4 октября 1552 года после покорения Казани Иван IV осмотрел крепость и «повеле разрушенная места, поравняти и воставити, и крепце заздати, и боле стараго приставити града…». Затем царь лично выбрал места, где в тот же день 4 октября были возведены три деревянные церкви, так называемые «обыденные» (построенные по обету за сутки): во имя Благовещения Богородицы, в честь святых Киприана и Иустинии, и во имя Нерукотворного Образа Спасителя.
Строительство в камне шло медленно и каменная церковь во имя Спаса Нерукотворного Образа была завершена только в 1555 году. Недовольный медленным ходом строительства в казанском кремле, Иван Грозный повелел псковским мастерам Ивану Ширяю и Постнику Яковлеву «со товарищи» — около 200 человек «ломцов и стенщиков» — ехать в Казань «к весне камень ломати и в Казани новый град камен делати».
В процессе строительства псковские зодчие отодвинули стены нового белокаменного кремля приблизительно на сто метров от линии стен старой булгарской крепости (в сторону Ивановской (1 мая) площади). Таким образом церковь Спаса, которая изначально была возведена вне крепости, оказалась внутри стен нового кремля, в непосредственной близости от проездной башни кремля, которая и получила от церкви своё название — Спасская.
В XVI в. Спасская башня представляла собой белокаменное прямоугольное двухъярусное строение (квадратное основание 23 на 23 метра толщиной 2,25 метра), из белого тёсаного камня-известняка (под известковой обмазкой в нижней части и сейчас можно различить белокаменные блоки). Башня была покрыта шатровой деревянной крышей с дозорной вышкой и боковыми галереями — стрельницами. Проезд через Спасскую башню первоначально был Т-образным, с проходами внутри башни в стороны северного, западного и восточного фасада. После закладки западной арки проезд стал Г-образным, коленчатым (такой сохранился у Тайницкой башни), что увеличивало обороноспособность крепости: в проезде трудно было развернуть таран, ворваться в крепость сходу, к тому же при штурме неприятель оказывался повёрнутым к защитникам крепости правым боком, не защищённым щитом. Проход закрывался на ночь обитыми железом дубовыми воротами, ключи от которых находились у казанского воеводы, и опускающейся решёткой, пазы которой можно увидеть и сегодня.
Рядом со Спасской башней, согласно записям в писцовых книгах 1566—1568 годов, стояла «в город идучи на левой стороне, подле городовые стены часовня рублена в столбы, а на часовне колокол большой ратной и часы бьют в тот же колокол».

### XVII век
Башня и церковь при ней неоднократно горели. После пожара 1694 года башня была отреставрирована и получила ещё два восьмигранных кирпичных яруса с кирпичным шатром, тогда же ратный, или набатный, колокол был перемещён в башню. Удар набатного колокола традиционно возвещал о пожаре — так продолжалось до самого начала XX века. Судя по типичным для московского зодчества XVII века деталям (ширинки парапета гульбища вокруг нижнего восьмерика, наличники окошек и слухи), можно предположить, что достраивали башню московские мастера. До надстройки башни Спасский набат существовал в виде небольшой двухъярусной башенки, слева от Спасской башни, подобно Царской башне Московского кремля. В этом виде он сохранялся и в XVIII веке.

### XVIII век
Вход на площадку, где висел набатный колокол, был свободным (караульщики взимали лишь небольшую плату), отсюда открывался великолепный вид на Казань (высота башни — 47 м, высота площадки — ок. 30 м).
В XVIII веке на башне были установлены часы «со звоном» и с вращающимся вокруг неподвижных стрелок циферблатом. В 1780 году часы были заменены новыми, с классической конструкцией циферблата, о которых в «Топографическом описании Казани» 1788 года Зиновьев сообщает, что на башне «вседневно музыка провозглашает двенадцатый час».

### XIX век
В 1815 году, после очередного пожара, храм Спаса Нерукотворного на 20 лет оказался в запустении. В двадцатых годах XIX века церковь была возобновлена усердием коменданта г. Казани барона Пирха и воинских чинов Казанского гарнизона, оставаясь по-прежнему в епархиальном ведомстве. Окончательно храм восстановили лишь по личному распоряжению Николая I, посетившего Казань в 1836 г. Император Николай Павлович обратил внимание на Спасскую башню и приказал «находящуюся в Спасской башне Казанского Кремля церковь во имя Спасителя исключить из Епархиального в военное ведомство, назначить к ней особого военного священника и причт <…> и к храму сему причислить все военные части и ведомства». Таким образом Спасская церковь получила новый статус «военной церкви казанского гарнизона». В процессе восстановительных работ храм был расширен, его южный фасад разобран, и теперь церковь стала вплотную примыкать к башне (до этого между ними сохранялся небольшой проход). Древний интерьер XVI века был утрачен при пожаре, и, как писал краевед Н. Загоскин в 1895 г., поскольку церковь теперь военная, её пышное внутреннее убранство «скомпоновано из различных принадлежностей военной арматуры».
Уцелевшую после пожара икону Нерукотворного образа перенесли на южную, обращённую на Гостиный двор, стену Спасской башни (так как на восстановление надвратной церкви ушёл не один год). Для доступа к почитаемому образу в 1820 году по проекту губернского архитектора Шмидта с южной стороны к башне были пристроены полукруглые в плане лестницы. Позднее здесь устроили часовню, к которой вели те же лестницы (позднее в 1904—1905 годах будет возведена обновлённая часовня).
В 1857 году проезд башни сделали сквозным, а несколько позднее главный въезд в кремль прорубили в крепостной стене, примыкающей к башне с востока, где пробили арку стрельчатой формы. Соответственно коленчатый проезд ликвидировали, заложив ворота. Над новой аркой водрузили герб с изображением Зиланта, позднее, в 1880-х, в нише над аркой установили икону Казанской Богородицы.
В 1870 году с западной стороны башни, со стороны Спасо-Преображенского монастыря, возвели пристройку с лестницей, ведущей непосредственно в церковь.
Перед Спасской башней находился глубокий крепостной ров, через который к главным воротам вёл мост, вначале деревянный подъёмный, а с конца XVIII в. — белокаменный, который соединял крепость с посадом. В 1860 году ров был засыпан.
В 1895 году с внешней стороны Кремля напротив Спасской башни был открыт памятник императору Александру II.
- Спасская башня и часовня в конце XIX века
- Внутреннее убранство надвратной церкви Спасской башни, XIX в.
- Внутреннее убранство Спасской (шатровой) часовни, нач. XX в.
- Спасская башня и обновлённая часовня в начале XX в.
- Спасская башня и памятник Александру II в начале XX в.
- Спасская башня и шатровая часовня в начале XX в.
- Архитектурный ансамбль Ивановской площади до 1917 года

### XX век
В 1905 году внешняя часовня при Спасской башне была существенно перестроена в псевдо-русском стиле по проекту казанского епархиального архитектора Ф.Н. Малиновского. Обновлённая часовня Христа Спасителя шатровой формы была более просторная (освящена 21 августа 1905 года).
После Октябрьской революции 1917 года часовня в конце 1920-х была снесена, икона Нерукотворного Образа была перенесена в единственную действующую на тот момент в Казани церковь Ярославских Чудотворцев.
В 1930-1931 годах был устроен прямой въезд в кремль через Спасские ворота. В 1963 на башне установили позолоченную звезду диаметром 2,7 метра. Двуглавый орёл, венчавший башню до 1917 года, был снят вскоре после революции. В верхнем ярусе установили часы с «малиновым» звоном: яркость иллюминации во время боя, изменяется в зависимости от громкости звучания колокола и окрашивает белый шатёр в малиновый цвет.
Церковь Нерукотворного Образа, примыкающая к Спасской башне с внутренней стороны, в целом сохранила свой облик (за исключением купола). С северной стороны Спасская церковь сохранила декор XVI века — типичные псковские лопатки и лопастные арки на северном фасаде. Окна и стрельчатые ниши Спасской церкви обращены на главную улицу кремля.

### XXI век
В 2022 году в Спасской башне началась реконструкция, по завершении которой в ней должен был открыться музей, посвящённый фортификации крепости и самой башни на разных исторических этапах — с Волжской Булгарии до наших дней. В создании музея помощь оказали сотрудники Института археологии им. А. Х. Халикова. 
1 сентября 2023 года музей открылся для посетителей. В экспозиции представлено более ста предметов, среди которых элементы вооружения, архитектуры, строительные материалы. Пространство дополнено видеопроекциями, информационными блоками на сенсорных экранах, где представлена дополнительная информация в текстовом, картографическом, графическом формате и средствами 3D-моделирования.